# Avahi peyrierasi
Avahi peyrierasi — вид приматів з родини індрієвих (Indriidae).

## Зовнішній вигляд
Загальна довжина 54.7-66.6 см і середня вага 900 гр. Його спинне хутро сіро-коричневе, черевне хутро біле, хвіст червоно-коричневий.

## Поширення
Цей вид зустрічається в південно-східному Мадагаскарі. Це житель первинних тропічних вологих низинних і гірських лісів, а також середніх і порушених лісових формацій.

## Поведінка
Дієта в основному складається з листя, поряд з деякою часткою квітів і фруктів. Нічний і деревний. Одне дослідження в показало, що відпочинок займають 59,5% від нічної діяльності, годування — 22%, подорож — 13,5%, і догляд — 5%.

## Загрози та охорона
Цей вид знаходиться під загрозою втрати і деградації середовища проживання через розширення сільського господарства. Цей вид імовірно присутній в трьох національних парках, включаючи Ranomofana, Andringitra, Midongy du Sud.